# Georgina Elías
Georgina Elías Puigbó (22 marzo 1966) è un'ex cestista spagnola.

## Carriera
Con la Spagna ha disputato i Campionati europei del 1985.